# Diploglossus bilobatus
Diploglossus bilobatus — вид веретільницеподібних ящірок родини Diploglossidae. Мешкає в Центральній Америці. За результатами дослідження 2021 року деякі дослідники відносять цей вид у новостворений монотиповий рід Mesoamericus, однак Reptile Database не визнає цієї класифікації.

## Поширення і екологія
Diploglossus bilobatus мешкають в низовинах і передгір'ях на карибських схилах Коста-Рики і північно-західної Панами та на тихоокеанських схилах на півдні Коста-Рики, а також локально спостерігалися в низовинах Нікарагуа. Вони живуть у вологих рівнинних і гірських тропічних лісах, в лісовій підстилці. Зустрічаються на висоті від 2 до 1360 м над рівнем моря. Ведуть денний, прихований і напівриючий спосіб життя.